# Malvina María Seguí
Malvina María Seguí (Concepción, 1959) es una abogada y política argentina del Partido Justicialista, que se desempeñó como senadora nacional por la provincia de Tucumán entre 2001 y 2003.

## Biografía
Nacida en Concepción (Tucumán), estudió abogacía en la Facultad de Derecho de la Universidad Nacional de Tucumán. Su hermana gemela Adela, años más tarde fue decana de dicha facultad.
Fue fiscal de Estado, interventora del Instituto Provincial de la Vivienda y subinterventora del Tribunal de Cuentas en la provincia de Tucumán. En la gobernación de Julio Miranda fue secretaria de Estado de Gobierno.
En las elecciones legislativas de 2001 fue elegida senadora nacional en la lista del Partido Justicialista. Por sorteo, le correspondió un mandato de dos años. Presidió la Comisión Investigadora de Entidades Financieras y la comisión de Reforma del Estado y Seguimiento de las Privatizaciones. También fue vicepresidenta de la comisión de Fiscalización de los Organismos y Actividades de Inteligencia, y vocal de las comisiones de Interior y Justicia; de Derechos y Garantías; de Comunicaciones; de Energía; de Transportes; de Legislación General; de Asuntos Constitucionales; de Combustibles; de Seguridad Interior; y de Asuntos Penales.
Tras su paso por el Senado, fue directora en el Banco de la Nación Argentina desde 2003 y, en 2007, asumió como titular de Nación Fideicomisos S.A.
En 2014 asumió como vocal de Sala II de la Cámara del Trabajo de Concepción.